# Stars (компьютерный вирус)
Stars (рус. Звёзды) — компьютерный червь, впервые обнаруженный в Иране. 25 апреля 2011 года Агентством гражданской обороны Ирана было сообщено об атаке этим вирусом, ими же он был назван «Stars». Атакованные вирусом цели не сообщаются. Эта атака произошла всего через около 10 месяцев после атаки Stuxnet на ядерную программу Ирана, а потому эти два вируса могут быть тесно связаны.
Stars также подгружает на заражённое устройство кейлоггер, код которого содержит фотографию галактики NGC 6745 (которая состоит из галактик 1 и 2), в связи с чем вирусу было дано такое название.